# Илемкова, Татьяна Николаевна
Татьяна Николаевна Илемкова (род. 20 января 1990) — российская футболистка, защитница.

## Биография
О выступлениях до 2013 года сведений нет. В 2013 году играла в чемпионате России по пляжному футболу за клуб «Вива» (Ижевск), провела 3 матча и заняла со своим клубом шестое место.
С 2014 года выступала в большом футболе за «Торпедо» (Ижевск), в 2014 году — во втором дивизионе, а в 2015—2017 годах — в первом. Серебряный призёр первого дивизиона России 2017 года. В 2018 году со своим клубом вышла в высшую лигу, где дебютировала 4 мая 2018 года в матче против клуба «Звезда-2005», заменив на 88-й минуте Ксению Лукину. Всего в высшей лиге провела 4 неполных матча в первой половине 2018 года, после чего покинула команду.